# Intibucá (departement)
Intibucá is een departement van Honduras, gelegen in het zuidwesten van het land aan de grens met El Salvador. De hoofdstad is La Esperanza, die een soort dubbelstad vormt met de stad Intibucá.
Het departement bestrijkt een oppervlakte van 3123 km² en heeft 246.258 inwoners (2016). In 1895 waren dat er nog 18.957.

## Gemeenten
Het departement is ingedeeld in zeventien gemeenten:
- Camasca
- Colomoncagua
- Concepción
- Dolores
- Intibucá
- Jesús de Otoro
- La Esperanza
- Magdalena
- Masaguara
- San Antonio
- San Francisco de Opalaca
- San Isidro
- San Juan
- San Marcos de la Sierra
- San Miguel Guancapla
- Santa Lucía
- Yamaranguila

Atlántida · Choluteca · Colón · Comayagua · Copán · Cortés · El Paraíso · Francisco Morazán · Gracias a Dios · Intibucá · Islas de la Bahía · La Paz · Lempira · Ocotepeque · Olancho · Santa Bárbara · Valle · Yoro